# Naantalinaukko
Naantalinaukko är en fjärd i Finland. Den ligger i landskapet Egentliga Finland, i den sydvästra delen av landet, 170 km väster om huvudstaden Helsingfors.
Naantalinaukko ligger mellan ön Luonnonmaa i sydväst och fastlandet i norr och öster. I sydost ansluter den till Viheriäistenaukko via sundet Naatalinsamli och i öster ligger viken Luikkionlahti.